# Rillans
Rillans ist eine französische Gemeinde mit 96 Einwohnern (Stand: 1. Januar 2022) im Département Doubs in der Region Bourgogne-Franche-Comté.

## Geographie
Rillans liegt auf 400 m, sieben Kilometer nördlich von Baume-les-Dames und etwa 32 Kilometer nordöstlich der Stadt Besançon (Luftlinie). Das Dorf erstreckt sich auf einem Hochplateau zwischen den Flusstälern von Doubs im Süden und Ognon im Norden, am Bach Viotte am Südfuß des Mont du Ciel.
Die Fläche des 3,42 km² großen Gemeindegebiets umfasst einen Abschnitt der leicht gewellten Landschaft nördlich des Doubs. Der Hauptteil des Gebietes wird von einem Hochplateau eingenommen, das durchschnittlich auf 400 m liegt. Es ist vorwiegend mit Acker- und Wiesland bestanden, zeigt aber auch einige Waldflächen. Einziges oberirdisches Fließgewässer ist der Bach Viotte, der bei Rillans entspringt und im Bereich von Verne wieder versickert, bevor er als Karstquelle bei Fourbanne im Doubstal erneut zutage tritt. Das Plateau ist verkarstet und weist mehrere Höhlen und Schächte auf. Gegen Norden steigt das Gelände leicht an zur Kuppe des Mont du Ciel, auf dem mit 473 m die höchste Erhebung von Rillans erreicht wird. Diese Anhöhe trennt das Hochplateau vom nördlich angrenzenden, wesentlich tiefer gelegenen Quellgebiet des Crenu.
Nachbargemeinden von Rillans sind Mésandans im Norden, Vergranne im Osten, Verne im Süden sowie Trouvans im Westen.

## Geschichte
Im Mittelalter gehörte Rillans zum Herrschaftsgebiet von Clerval, das seit dem 14. Jahrhundert unter der Oberhoheit der Grafen von Montbéliard stand. Zusammen mit der Franche-Comté gelangte das Dorf mit dem Frieden von Nimwegen 1678 definitiv an Frankreich. Heute ist Rillans Teil des Gemeindeverbandes Doubs Baumois.

## Sehenswürdigkeiten

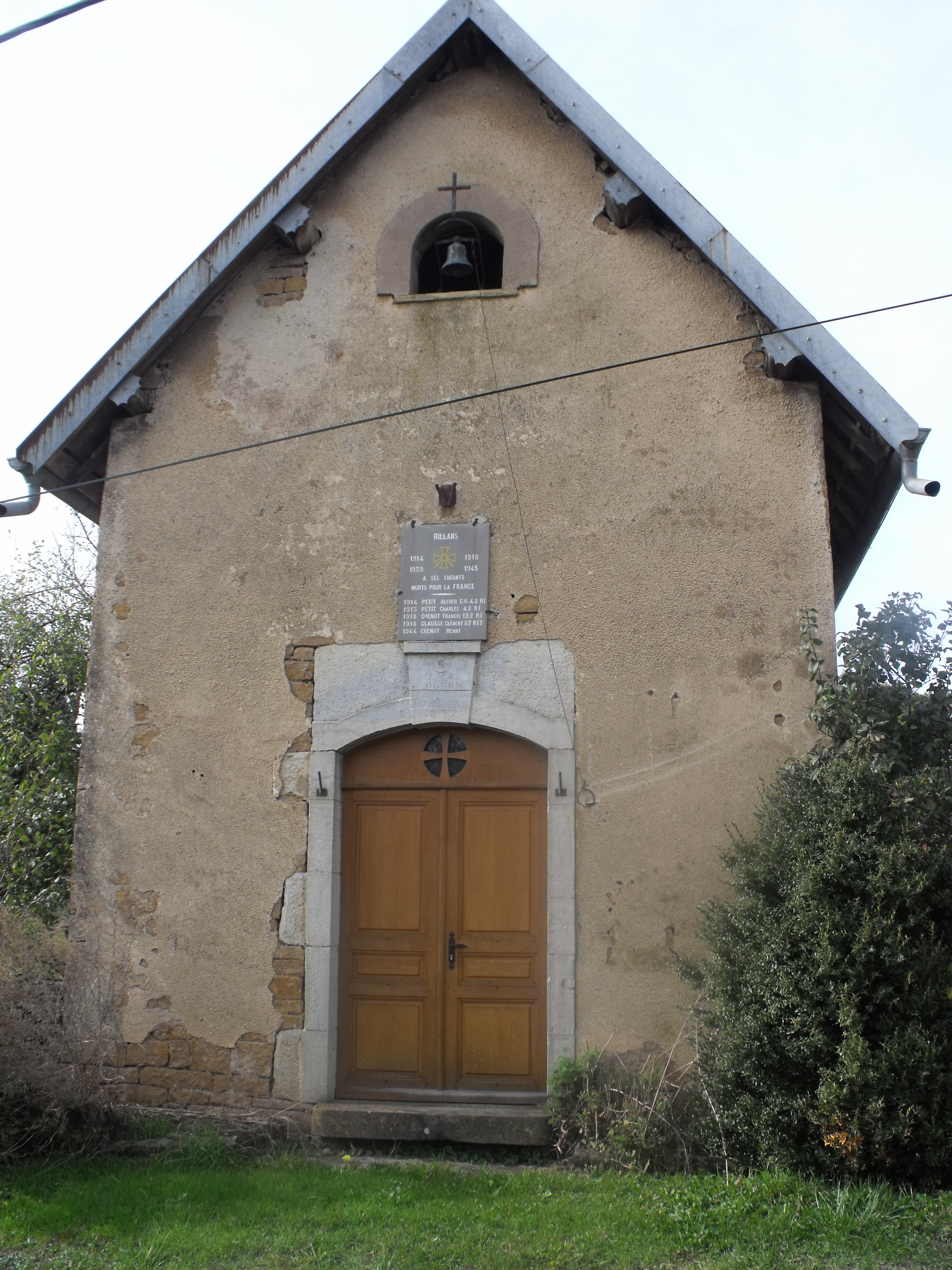
Kapelle in Rillans mit einer Gedenktafel für die Gefallenen der beiden Weltkriege

Die Kapelle von Rillans wurde 1879 erbaut. Aus dem 18. Jahrhundert stammt ein Herrschaftssitz.

## Bevölkerung
| Jahr                       | 1962 | 1968 | 1975 | 1982 | 1990 | 1999 | 2016 |
| Einwohner                  | 45   | 49   | 48   | 59   | 63   | 61   | 93   |
| Quellen: Cassini und INSEE |      |      |      |      |      |      |      |

Mit 96 Einwohnern (Stand 1. Januar 2022) gehört Rillans zu den kleinsten Gemeinden des Départements Doubs. Nachdem die Einwohnerzahl in der ersten Hälfte des 20. Jahrhunderts deutlich abgenommen hatte (1886 wurden noch 112 Personen gezählt), wurden seit Beginn der 1960er Jahre nur noch geringe Schwankungen verzeichnet.

## Wirtschaft und Infrastruktur
Rillans war bis weit ins 20. Jahrhundert hinein ein vorwiegend durch die Landwirtschaft (Ackerbau, Obstbau und Viehzucht) geprägtes Dorf. Noch heute leben die Bewohner zur Hauptsache von der Tätigkeit im ersten Sektor. Außerhalb des primären Sektors gibt es nur wenige Arbeitsplätze im Dorf. Einige Erwerbstätige sind auch Wegpendler, die in den umliegenden größeren Ortschaften ihrer Arbeit nachgehen.
Die Ortschaft liegt abseits der größeren Durchgangsstraßen, ist aber von der Hauptstraße D50, die von Baume-les-Dames nach Villersexel führt, leicht erreichbar. Der nächste Anschluss an die Autobahn A36 befindet sich in einer Entfernung von ungefähr sechs Kilometern. Eine weitere Straßenverbindung besteht mit Verne.